# Giorgio di Sassonia
Giorgio di Sassonia (Dresda, 8 agosto 1832 – Pillnitz, 15 ottobre 1904) fu re di Sassonia della casata di Wettin.

## Biografia
Giorgio nacque nella capitale sassone, Dresda. Era il secondo figlio del re Giovanni di Sassonia (1801-1873) e di sua moglie Amalia Augusta di Baviera (1801-1877), figlia del re Massimiliano I Giuseppe di Baviera.
Tra il 1849 ed il 1850 frequentò per sei mesi l'Università di Bonn, senza però laurearsi.
L'11 maggio 1859 Giorgio sposò a Lisbona l'infanta Maria Anna Ferdinanda di Braganza (1843-1884), la figlia maggiore sopravvissuta della regina Maria II del Portogallo e del di lei consorte, il re Ferdinando II. Ferdinando era nato principe di Sassonia-Coburgo-Gotha-Koháry.
Giorgio servì sotto il comando del fratello Alberto durante la Guerra austro-prussiana del 1866 e nella Guerra franco-prussiana. Nella riorganizzazione dell'esercito germanico successiva alla prima fase dei combattimenti, Giorgio succedette al fratello nel comando del XII corpo d'armata sassone che, inquadrato nella nuova Maasarmee (o IV armata), avrebbe guidato con successo alla decisiva battaglia di Sedan e nel successivo assedio di Parigi. Nel 1892, in occasione del suo sessantesimo compleanno, venne nominato Generale Feldmaresciallo. Col tempo divenne sempre più chiaro che Alberto non avrebbe avuto eredi e quindi si propose di nominare Giorgio erede al trono. Egli succedette ad Alberto come re di Sassonia il 19 giugno 1902, per soli due anni di regno. Morì a Pillnitz e venne succeduto dal figlio maggiore Federico Augusto III (1865-1932), che venne deposto nel 1918.

## Matrimonio ed eredi
Dal matrimonio con Maria Anna del Portogallo nacquero i seguenti figli:
- Maria Giovanna Amalia Ferdinanda Antonia Luisa Giuliana (1861-1861);
- Elisabetta Albertina Carolina Sidonia Ferdinanda Leopoldina Antonia Augusta Clementina (1862-1863);
- Matilde Maria Augusta Vittoria Leopoldina Caroline Luisa Francesca Giuseppina (1863-1933);
- Federico Augusto III (1865-1932);
- Maria Giuseppina Luisa Filippina Elisabetta Pia Angelica Margherita (1867-1944), sposò Ottone Francesco d'Asburgo-Lorena;
- Giovanni Giorgio Pio Carlo Leopoldo Maria Gennaro Anacleto (1869-1938), sposò Maria Isabella di Württemberg e poi Maria Immacolata di Borbone-Due Sicilie;
- Massimiliano Guglielmo Augusto Alberto Carlo Gregorio Oddone (1870-1951), sacerdote;
- Alberto Carlo Antonio Luigi Guglielmo Vittorio (1875-1900).

## Ascendenza
|                                    |                                            |                                          | Genitori                                        |  |  | Nonni |  |  | Bisnonni                       |  |  | Trisnonni              |  |
|                                    |                                            |                                          |                                                 |  |  |       |  |  | Federico Cristiano di Sassonia |  |  | Augusto III di Polonia |  |
|                                    |                                            |                                          |                                                 |  |  |       |  |  | Federico Cristiano di Sassonia |  |  | Augusto III di Polonia |  |
|                                    |                                            | Maria Giuseppa d'Austria                 |                                                 |  |  |       |  |  | Federico Cristiano di Sassonia |  |  |                        |  |
| Massimiliano di Sassonia           |                                            |                                          |                                                 |  |  |       |  |  | Federico Cristiano di Sassonia |  |  |                        |  |
|                                    |                                            | Maria Antonia di Baviera                 | Carlo VII di Baviera                            |  |  |       |  |  |                                |  |  |                        |  |
|                                    |                                            | Maria Antonia di Baviera                 | Carlo VII di Baviera                            |  |  |       |  |  |                                |  |  |                        |  |
|                                    |                                            | Maria Antonia di Baviera                 | Maria Amalia d'Asburgo                          |  |  |       |  |  |                                |  |  |                        |  |
| Giovanni di Sassonia               |                                            | Maria Antonia di Baviera                 |                                                 |  |  |       |  |  |                                |  |  |                        |  |
|                                    |                                            | Ferdinando I di Parma                    | Filippo I di Parma                              |  |  |       |  |  |                                |  |  |                        |  |
|                                    |                                            | Ferdinando I di Parma                    | Filippo I di Parma                              |  |  |       |  |  |                                |  |  |                        |  |
|                                    |                                            | Ferdinando I di Parma                    | Luisa Elisabetta di Borbone-Francia             |  |  |       |  |  |                                |  |  |                        |  |
| Carolina di Borbone-Parma          |                                            | Ferdinando I di Parma                    |                                                 |  |  |       |  |  |                                |  |  |                        |  |
|                                    |                                            | Maria Amalia d'Asburgo-Lorena            | Francesco I di Lorena                           |  |  |       |  |  |                                |  |  |                        |  |
|                                    |                                            | Maria Amalia d'Asburgo-Lorena            | Francesco I di Lorena                           |  |  |       |  |  |                                |  |  |                        |  |
|                                    |                                            | Maria Amalia d'Asburgo-Lorena            | Maria Teresa d'Austria                          |  |  |       |  |  |                                |  |  |                        |  |
| Giorgio di Sassonia                |                                            | Maria Amalia d'Asburgo-Lorena            |                                                 |  |  |       |  |  |                                |  |  |                        |  |
|                                    | Federico Michele di Zweibrücken-Birkenfeld | Cristiano III del Palatinato-Zweibrücken |                                                 |  |  |       |  |  |                                |  |  |                        |  |
|                                    | Federico Michele di Zweibrücken-Birkenfeld | Cristiano III del Palatinato-Zweibrücken |                                                 |  |  |       |  |  |                                |  |  |                        |  |
|                                    | Federico Michele di Zweibrücken-Birkenfeld | Carolina di Nassau-Saarbrücken           |                                                 |  |  |       |  |  |                                |  |  |                        |  |
| Massimiliano I Giuseppe di Baviera | Federico Michele di Zweibrücken-Birkenfeld |                                          |                                                 |  |  |       |  |  |                                |  |  |                        |  |
|                                    |                                            | Maria Francesca del Palatinato-Sulzbach  | Giuseppe Carlo del Palatinato-Sulzbach          |  |  |       |  |  |                                |  |  |                        |  |
|                                    |                                            | Maria Francesca del Palatinato-Sulzbach  | Giuseppe Carlo del Palatinato-Sulzbach          |  |  |       |  |  |                                |  |  |                        |  |
|                                    |                                            | Maria Francesca del Palatinato-Sulzbach  | Elisabetta Augusta Sofia del Palatinato-Neuburg |  |  |       |  |  |                                |  |  |                        |  |
| Amalia Augusta di Baviera          |                                            | Maria Francesca del Palatinato-Sulzbach  |                                                 |  |  |       |  |  |                                |  |  |                        |  |
|                                    |                                            | Carlo Luigi di Baden                     | Carlo Federico di Baden                         |  |  |       |  |  |                                |  |  |                        |  |
|                                    |                                            | Carlo Luigi di Baden                     | Carlo Federico di Baden                         |  |  |       |  |  |                                |  |  |                        |  |
|                                    |                                            | Carlo Luigi di Baden                     | Carolina Luisa d'Assia-Darmstadt                |  |  |       |  |  |                                |  |  |                        |  |
| Carolina di Baden                  |                                            | Carlo Luigi di Baden                     |                                                 |  |  |       |  |  |                                |  |  |                        |  |
|                                    |                                            | Amalia d'Assia-Darmstadt                 | Luigi IX d'Assia-Darmstadt                      |  |  |       |  |  |                                |  |  |                        |  |
|                                    |                                            | Amalia d'Assia-Darmstadt                 | Luigi IX d'Assia-Darmstadt                      |  |  |       |  |  |                                |  |  |                        |  |
|                                    |                                            | Amalia d'Assia-Darmstadt                 | Carolina del Palatinato-Zweibrücken-Birkenfeld  |  |  |       |  |  |                                |  |  |                        |  |
|                                    |                                            | Amalia d'Assia-Darmstadt                 |                                                 |  |  |       |  |  |                                |  |  |                        |  |